# Aksel Sandemose

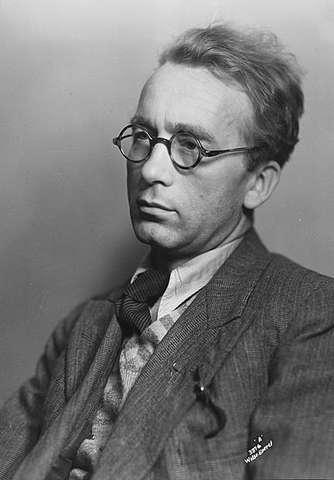
Aksel Sandemose

Axel Nielsen, que cambió su nombre a Aksel Sandemose (Nykøbing Mors, Isla de Mors, 19 de marzo de 1899 - 5 de agosto de 1965) fue un escritor danés cuya obra reflejó las ideas de Sigmund Freud.

## Biografía
De padre danés y madre noruega, vivió en Estados Unidos, Canadá y las Antillas antes de mudarse en 1930 a Noruega, donde permaneció hasta que en 1941 los nazis invadieron el país y tuvo que huir a Suecia porque participaba en el movimiento de resistencia noruego; tras la guerra volvió a Noruega y se estableció en Risør. Además de dedicarse a la escritura trabajó como leñador, marinero en Terranova, maestro y periodista. En sus novelas el tema psicológico se mezcla con una trama policiaca y un lenguaje simbólico-mítico y se acerca a la sátira. Su obra maestra es El pasado es un sueño (Det svundne er en drøm, 1946), aunque también merecen ser mencionadas El hombre lobo (Varulven, 1958) y Un refugiado en sus límites (En flyktning krysser sitt spor, 1933), la cual expone los principios de la Ley de Jante y describe la represión de las aspiraciones del individuo y el desarrollo personal por el colectivo, tema principal de sus obras. En 1959 obtuvo el Premio Dobloug de la Academia de Suecia.

## Obras
- 1923 Fortællinger fra Labrador
- 1924 Ungdomssynd
- 1924 Mænd fra Atlanten
- 1924 Storme ved jævndøgn
- 1927 Klabavtermanden
- 1928 Ross Dane
- 1931 En sjømann går i land
- 1932 Klabautermannen
- 1933 En flyktning krysser sitt spor
- 1936 Vi pynter oss med horn
- 1939 September
- 1945 Tjærehandleren
- 1946 Det svundne er en drøm
- 1949 Alice Atkinson og hennes elskere
- 1950 En palmegrønn øy
- 1958 Varulven
- 1960 Murene rundt Jeriko
- 1961 Felicias bryllup
- 1963 Mytteriet på barken Zuidersee